# Château de Longueville
Ne doit pas être confondu avec Château de Longueville (Manche).
Le château de Longueville est un ancien château fort, du XIe siècle, aujourd'hui ruiné, dont les vestiges se dressent sur la commune française de Longueville-sur-Scie dans le département de la Seine-Maritime, en région Normandie.
Les ruines du château et ses abords font l’objet d’un classement au titre des monuments historiques par arrêté du 29 octobre 1969.

## Localisation
Les ruines du château sont situées, en position dominante sur la vallée de la Scie, à 200 mètres à l'est de l'église Saint-Pierre de Longueville-sur-Scie, dans le département français de la Seine-Maritime.

## Historique
Le château est construit par Giffard de Longueville au XIIe siècle et remanié par le roi de Navarre, Charles le Mauvais au XIVe siècle. En 1372, après la reconquête de la Normandie, du Guesclin en reçoit la seigneurie. Elle est au XVe siècle entre les mains de Dunois,dit le bâtard Orléans, après ses victoires sur les Anglais en 1449-1450.

## Description
Le château se présente sous la forme d'une grande enceinte quadrangulaire flanquée de six tours.